# كارل روك
كارل أ. ب. روك (بالإنجليزية: Carl A. P. Ruck) (من مواليد 8 ديسمبر 1935، بريدجبورت، كونيتيكت)، هو أستاذ في قسم الدراسات الكلاسيكية في جامعة بوسطن. حصل على البكالوريوس من جامعة ييل، والماجستير من جامعة ميشيغان، والدكتوراه في جامعة هارفارد. يعيش في هال بولاية ماساتشوستس. اشتهر كارل روك بعمله مع علماء آخرين في علم الأساطير والدين حول الدور المقدس للمحفزات، أو النباتات ذات التأثير النفساني التي تسبب حالة متغيرة من الوعي، كما هو مستخدم في الطقوس الدينية أو الشامانية.

## روابط خارجية
- Page for Carl Ruck at BU's Classics Department (including a list of publications)
- Summary of The Apples of Apollo نسخة محفوظة 12 يناير 2009 على موقع واي باك مشين.
- Heretical Visionary Sacraments Amongst the Ecclesiastical Elite and Melusina of Plaincourault - Two video lectures by Carl Ruck in RealVideo format.